# パレストロ (砲艦)
パレストロ (Palestro) はイタリア海軍の装甲砲艦。一等装甲スクリュー砲艦。パレストロ級。1866年7月20日のリッサ海戦で沈んだ。 艦名は1859年にパレストロ近くであった戦いちなむ。
フランスのForges et chantiers de la Méditerranéeで建造。1864年8月起工。1865年9月5日進水。1866年1月28日就役。
船体は鉄製（木製とも）。常備排水量2200トン、満載排水量2600トン、全長64.8m、垂線間長61.0m、幅13.0m、吃水4.3m。または常備排水量2165トン、満載排水量2559トン、水線長202フィート9インチ (61.80m)、幅42フィート8インチ (13.00m)。蒸気往復動機関1基（2基とも）、角缶2基搭載で、出力930指示馬力。2軸推進で、速力8ノット。装甲は舷側とリダウト120mm、または舷側とシタデル4と3/4インチ。帆装は三檣バーク。大きな衝角を有する。
兵装は203mm施条砲2門、203mm滑腔砲2門、120mm滑腔砲1門、80mm砲2門、または200mm前装砲4門、165mm前装砲1門、80mm上陸砲2門。
1866年6月20日、イタリアはオーストリアに宣戦布告し第3次イタリア独立戦争が始まる。7月16日、ペルサーノ提督率いるイタリア艦隊はアンコーナからリッサ島へ向け出撃した。7月18日、艦隊はリッサ島に到着し、攻撃を開始。「パレストロ」は「レ・ディタリア」などとともにPorto San Giorgio攻撃を行った。
7月20日、オーストリア艦隊が現れ、リッサ海戦が生起する。「パレストロ」は「レ・ディタリア」救援に向かった際、オーストリア装甲艦「Erzherzog Ferdinand Max」の体当たり攻撃は回避するも、同「Drache」の砲撃で火災が発生した。航続距離を延ばすために甲板上に積まれていた石炭が火災の原因となった。または、安定性改善のため艦尾に積まれていた石炭に引火したとも。激しく燃える「パレストロ」は「Governolo」に曳航された。弾薬庫には注水されたが、見落とされていた弾薬があり、そこに火災が至ると「パレストロ」は爆沈した。
204名が死亡、または231名が死亡し24名が生存。もしくは250名中艦長Alfredo Cappellini以下227名が死亡。艦長は艦を放棄することを拒否し、乗員も艦長に倣っていた。